# Rumba
Rumba é uma dança cubana em compasso binário e de ritmo complexo que influenciou e foi incorporado ao flamenco. No flamenco, caracteriza-se por um estilo mais suave e descontraente, de certa forma alegre e de caráter menos misterioso do que os outros palos flamencos, como seria o caso da bulería, por exemplo.
Em termos da melodia, a escala menor harmônica não é tão utilizada quanto nos outros palos, sendo que geralmente uma escala diatônica predomina e interage em breves momentos com a menor harmônica em suas notas ciganas (o que de certo modo ajuda a manter as características do flamenco nesse estilo diferente). Um bom exemplo de rumba (como palo flamenco) é a canção Entre Dos Águas composta por Paco de Lucía.
A influência de outros estilos musicais no flamenco ocorreu maioritariamente no início do século XX, enriquecendo-o e o popularizando-o no resto do mundo.
Segundo o padrão internacional da dança a rumba é um tipo de dança do tipo International Latin e que é dançada a aproximadamente em 104 bpm com 4 batidas por compasso (métrica 4
4).

## Origem
Teve origem com a chegada de tribos africanas trazidas a Cuba pelos espanhóis, mais precisamente da região de língua quimbunda, (Angola) e da Guiné. As danças dessas regiões eram inspiradas nos movimentos de animais (galo), orixás (Xangô) e em situações do cotidiano.
Tais danças agrupavam uma exagerada combinação de movimentos do corpo em detrimento dos pés. A melodia era considerada menos importante do que o complexo cruzamento de ritmos produzidos pela percussão dos mais variados objetos do dia a dia.
A rumba, hoje, é uma dança de competições e salão, mas ainda possui admiradores ao redor do mundo. Rumba também pode ser apenas uma designação genérica de diversas outras músicas latinas.

## Syllabus
O syllabus ISTD é a um conjunto/programa de passos de danças principais da rumba usado nas competições internacionais de dança; este programa foi criado pela Sociedade Imperial de Professores de Dança (ISTD). Nas competições o syllabus é dividido nos níveis Bronze, Prata (Silver) e, Ouro (Gold) – em alguns casos os níveis possuem subníveis como: Bronze 1 (básico), 2 (intermediário), 3 (completo).
O syllabus oficial da rumba é:

#### Bronze
BRONZE 1
1. Movimentos básicos (fechado, aberto, in place e, alternativo)
2. Cucarachas
3. New York para esquerda/direita (to R & L position)
4. Giros spot para esquerda/direita: a. Giro spot; b. Giro underarm; switch

BRONZE 2
1. Shoulder to Shoulder (To Left and Right Side Position)
2. Hand to Hand (To Right and Left Side Position)
3. Progressive Walks Forward or Back
4. Side Steps (To Left or Right)
5. Cuban Rocks

BRONZE 3
1. Fan
2. Alemana
3. Hockey Stick
4. Natural Top
5. Opening Out to Right and Left
6. Natural Opening Out Movement
7. Closed Hip Twist

### Prata
1. Open Hip Twist
2. Reverse Top
3. Opening Out from Reverse Top
4. Aida
5. Spiral Turns (Spiral, Curl and Rope Spinning); a. Spiral; b. Curl; c. Rope Spinning

### Ouro
1. Sliding Doors
2. Fencing
3. Three Threes
4. Three Alemanas
5. Hip Twists (Advanced, Continuous and Circular); a. Advanced Hip Twists; b. Continuous Hip Twists; c. Circular Hip Twists